# Фантазери з села Угори
«Фантазери з села Угори» — російський мультфільм 1994 року режисера Леоніда Носирєва в віршах. Мультфільм був створений під кінець 1993 року, за життя Євгена Леонова, яка стала його останньою роботою в мультиплікації.

## Сюжет
Дід, його онук Антошка і Два веселих гусаки (персонажі «Веселої каруселі») їдуть додому на мотоциклі і везуть коробку. Баба Яга зауважує цю коробку, і її вміст здається їй підозрілим. Вона викликає Кощія Безсмертного по рації, сказавши, щоб він прихопив з собою Змія Горинича і мохову купину Тьмутараканьку.
Тим часом головні герої вивчають інструкцію до фантастичного пристрою ЕФУ, який показує будь-що, що тільки можна уявити. Баба Яга підслуховує за ними і записує аудіо з їх розмовою.
В цей час прибувають Кощій, Змій Горинич і Тьмутараканька. Дід і Антошка вмикають прилад, і уявляють як летять на повітряній кулі. Всі казкові лиходії починають гнатися за їхнім зображенням. Кощій Безсмертний пропонує взяти їх на абордаж і закидає Тьмутараканьку в повітряну кулю. Проте Тьмутараканька не хоче нікому шкодити. Сірий гусак розпиляв мотузку, закинуту Кощієм, а Баба Яга відкриває спиртову настойку валеріани і кидає в фантазерів. Кіт Мяучер йде по запаху настоянки, Антошка стріляє в нього горошками, а Дід кидає черевиком у Бабу Ягу. Баба Яга та її поплічники опиняються на орбіті планети, звідки не можуть повернутися. Баба Яга почала співати пісню «Сиротою я росла», а Змій Горинич співав пісню «По диких степах Забайкалля». Дід, Антошка та гусаки спостерігають за їхнім польотом. Тьмутараканька повертають у його рідне болото.
ЕФУ вимикається і фантазія припиняється. Герої вирішують поїхати в гості до Тьмутараканьки.

## Знімальна група
| Посада                    | Люди, що займають посаду                                                                                           |
| ------------------------- | --- |
| Кінорежисер               | Леонід Носирев |
| Художник-постановник      | Віра Кудрявцева-Єнгилачєва                                                                                         |
| Композитор                | Євген Ботяров |
| Кинооператор              | Олександр Чеховський                                                                                               |
| Звукооператор             | Борис Фільчіков |
| Художники-мультиплікатори | А. Абаренов, Г. Зеброва, М. Восканьянц, Й. Куроян, В. Каюків (в титрах вказано помилково як Б. Каюків), Е. Маслова |

## Ролі озвучували
| Актор          | Роль                                    |
| -------------- | --------------------------------------- |
| М. Виноградова | Антошка / Білий гусак                   |
| Є. Леонов      | дід Антошки                             |
| К. Рум'янова   | Сірий гусак / Тьмутараканька            |
| К. Смирнова    | Баба-яга                                |
| В. Ларіонов    | третя голова Змія Горинича / кіт Мяучер |
| В. Ферапонтов  | перша голова Змія Горинича              |
| Ю. Волинцев    | друга голова Змія Горинича              |
| Д. Назаров     | голос «ЕФУ»                             |

## Цікавий факт
Рудий хлопчик Антошка є «візитною карткою» Леоніда Носирева. Крім мультфільму «Фантазери з села Угори», режисер використав цього персонажа в мультфільмах «Рудий, рудий, Антошка», «Антошко, підемо карпати картоплю» і «Два веселих гусаки».